# Винтер, Николай Андреевич
Николай Андреевич Ви́нтер (1898—1934) — советский ботаник — флорист и геоботаник.

## Биография
Родился 8 ноября 1898 года в Петербурге. Учился в Ленинградском университете у профессора В. Л. Комарова.
После окончания университета работал в должности лаборанта в Главном ботаническом саду в Ленинграде, затем работал учителем естествознания в школе.
Основной областью интересов учёного была водная флора Ленинградской области. В 1925 году он исследовал растительность долины Мги, в 1926—1927 годах — растительность озёр Лужского района, привёл списки флор каждого из рассмотренных озёр.
Выделил в пределах традиционно широко понимаемого вида Dictamnus albus L. (ясенец белый) несколько географических рас. Также Н. А. Винтер занимался систематикой рода Рогульник.
Принимал участие в составлении региональной монографии «Флоры Юго-Востока», обработал для этой работы семейства Хвостниковые, Сланоягодниковые, Рогульниковые, род Пузырчатка.

## Некоторые публикации
- Винтер, Н. А. Растительность Сяберских озёр в Лужском районе Северо-Западной области. Ч. 1 // Труды Ленинградского общества естествоиспытателей. — Т. 58, № 3. — С. 51—95.
- Винтер, Н. А., Каминский, Н. Р. Растения для уголков живой природы. — М.—Л., 1937. — 136 с.